# Evolución del pensamiento matemático desde el hombre primitivo hasta Einstein

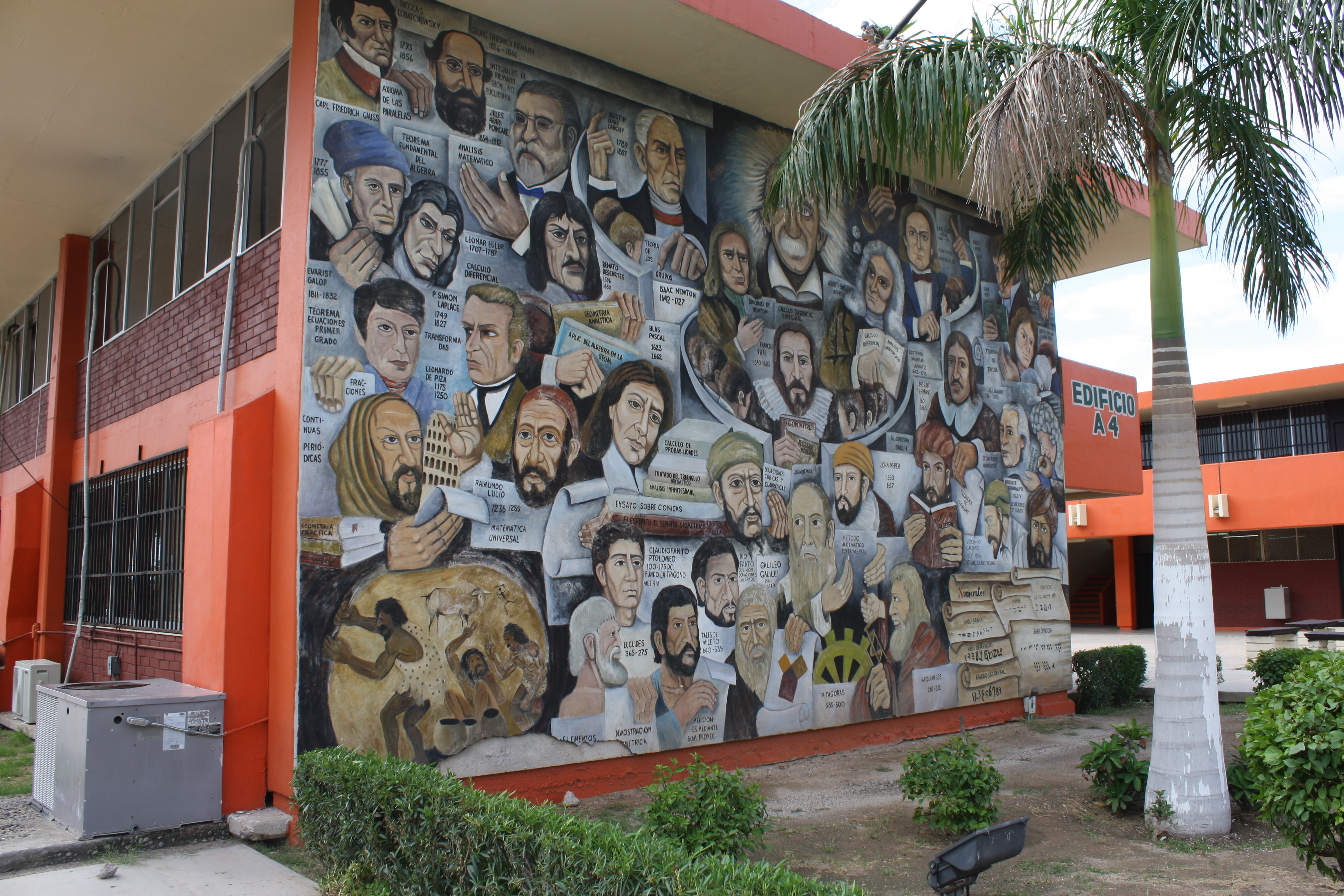
Vista del mural dedicado a los matemáticos más representativos en la historia de la Ciencia.

El mural Historia de las Matemáticas desde el Hombre Primitivo hasta Einstein (fragmento) es otro de los tres murales plasmados en el Instituto Tecnológico de Hermosillo, hecho por el profesor Adolfo López Miranda y mide 5,80 por 20,42 m.

## Descripción
La obra se hizo en 1987 y en él se reconoce a los precursores de la Revolución Industrial y quienes construyeron y consolidaron la concepción actual de la Matemática. 
Se trata de un conjunto de retratos de científicos, cada uno con los títulos de sus principales obras. Predominan los colores grises, mismos que se vinculan con la sobriedad que llega a caracterizar el trabajo académico. 
Los rostros de Newton, Pascal, Ptolomeo Ptolomei y Galileo, entre otros, son quienes aparecen en todo el mural y que entre los avances científicos aportados por ellos, está la invención de las primeras máquinas que rigen el avance tecnológico en nuestros días.

## Técnica
Pigmentos y resinas sobre muro, dicha técnica es la más común para el trabajo de pintura en formato de mural rupestre y consiste en que la resina se combina con el pigmento, para que funcione como aglutinante.

## Significado
Es un dibujo expresionista que también reconoce al revolucionario caso de la investigación atómica, basado principalmente en la teoría de la relatividad de Einstein, así como a la Teoría de los Grupos, Binomio de Newton, Cálculo Diferencial e Integral, Trigonometría, Análisis Combinatorio, Cálculo de Probabilidades, y otros.